# Cenerentola (film 1973)
Cenerentola (Tři oříšky pro Popelku), conosciuto anche con il titolo Tre noci per Cenerentola o Tre nocciole per Cenerentola, è un film fantastico del 1973 diretto da Vaclav Vorlíček e basato sul racconto di Božena Němcová O Popelce, variante della più celebre fiaba Cenerentola dei fratelli Grimm.

## Trama
La bella Cenerentola, orfana di entrambi i genitori, vive con la matrigna e la sorellastra in una fattoria alle falde del bosco. Dalla morte del padre, la giovane è vessata dalla matrigna che la obbliga a fare da serva nella sua stessa casa e a svolgere le faccende più umili. Un giorno Cenerentola, fuggita dal trambusto per la visita del Re e della Regina alla fattoria, incontra nel bosco il giovane Principe a caccia e se ne innamora. Il ragazzo è ormai pronto per il matrimonio e il padre, stanco delle leggerezze del figlio, ordina un grande ballo per permettergli finalmente di trovare una sposa. La matrigna, ottenuto l'invito dal Re durante la visita alla fattoria, inizia subito i preparativi perché sua figlia Dora, goffa e poco attraente, sia la prescelta dal Principe, e vieta a Cenerentola di partecipare alla festa, dandole una montagna di faccende da svolgere. Ma la matrigna ignora che Cenerentola è aiutata dalle sue amiche colombe e da un magico rametto di nocciolo, pronto con le sue tre noci ad esaudire tre suoi desideri.

## Produzione
Il film fu una coproduzione tra Cecoslovacchia e Germania dell'Est. Venne girato dall'11 dicembre 1972 al 29 marzo 1973, tra gli studi DEFA, Babelsberg a Brandeburgo, il castello di Moritzburg in Sassonia, i Barrandov Studios di Praga e vari luoghi della Boemia, tra cui il castello di Švihov e la Selva Boema. Inizialmente la storia si sarebbe dovuta svolgere durante una stagione calda, finché al regista Vaclav Vorlíček non venne l'idea di ambientare il film in inverno, caratteristica che in seguito si rivelerà un fattore determinante per il successo del film. Le riprese furono quindi posticipate di svariati mesi. 
La prima scelta del regista per il ruolo di Cenerentola fu Jana Preissová che dovette però rinunciare a causa della sua gravidanza. Venne perciò sostituita da Libuše Šafránková, che grazie a questo ruolo si ritroverà spesso a recitare in trasposizioni di fiabe nel corso della sua carriera.
Il cast era formato da attori cechi e tedeschi, i quali recitavano ognuno nella propria lingua, doppiandosi in seguito nelle rispettive versioni chi in ceco e chi in tedesco, ad eccezione di Pavel Trávníček che venne doppiato da un altro attore a causa del suo forte accento moravo.
I lavori dello sceneggiatore František Pavlíček, erano stati all'epoca banditi dal regime totalitario ceco, Pavlíček dovette quindi essere accreditato sotto uno pseudonimo e tenuto nascosto dal capo della produzione e dal regista. 
Karel Svoboda compose la colonna sonora. La canzone, Kdepak ty ptáčku hnízdo máš (Dov'è il tuo nido uccellino?), venne eseguita dall'attore e cantante pop ceco Karel Gott. 
I costumi furono disegnati da Theodor Pištěk.

## Influenza culturale
A seguito del successo del film i Barrandov Studios, talvolta in collaborazione con la DEFA, seguitarono a produrre numerose pellicole tratte da fiabe, come La piccola ninfa di mare, Come si svegliano le principesse, Giulia e il mostro, Il principe e la stella della sera e tante altre.
Il film è presto diventato un classico natalizio in numerosi paesi europei. Viene infatti trasmesso in televisione ogni anno nel periodo di Natale in Repubblica Ceca, Slovacchia, Germania, Austria, Svizzera, Spagna, Norvegia e occasionalmente in Svezia, Ucraina e Russia. Venendo perfino trasmesso in alcuni paesi più volte da diverse reti durante il mese di dicembre. La fama del film come tradizione natalizia potrebbe essere paragonata a quella di La vita è meravigliosa di Frank Capra negli Stati Uniti o di Una poltrona per due in Italia.
Nel dicembre 2015 la pellicola è stata restaurata digitalmente per un'edizione in Blu-ray.

## Distribuzione

### Date di uscita e titoli internazionali
- 26 ottobre 1973 in Cecoslovacchia (in anteprima a Praga)
- 1º novembre in Unione Sovietica (Три орешка для Золушки)
- 16 novembre in Cecoslovacchia (Tři oříšky pro Popelku)
- gennaio 1974 in Polonia (Trzy orzeszki dla Kopciuszka)
- 10 marzo in Germania dell'Est (Drei Haselnüsse für Aschenbrödel)
- 5 settembre in Francia (Trois noisettes pour Cendrillon)
- 26 settembre in Ungheria (Három mogyoró Hamupipőkének)
- 14 dicembre in Germania dell'Ovest (Aschenbrödel)
- 31 dicembre in Italia (prima TV) (Cenerentola)
- 3 gennaio 1975 in Norvegia (prima TV) (Tre nøtter til Askepott)
- 17 luglio in Argentina (La Cenicienta)
- 25 giugno in Portogallo (Três Avelãs para Cinderella)
- 1977 in Giappone (シンデレラ 魔法の木の実, Shinderera mahō no konomi )
- 3 aprile in Danimarca (Tre nødder for Askepot)

- 8 settembre in Spagna a Barcellona (La Cenicienta y el principe) (La Ventafocs)

### Edizione italiana
In Italia non venne distribuito al cinema, ma trasmesso in televisione il 31 dicembre 1974 sul Programma Nazionale, oggi Rai 1, con il titolo Cenerentola. Successivamente, è stato trasmesso come Tre noci per Cenerentola da Telemontecarlo, il 25 luglio 1979. Il titolo Tre nocciole per Cenerentola, è stato invece utilizzato per alcune proiezioni speciali.

## Remake
Nel novembre 2021 è stato prodotto Tre noci per Cenerentola, un remake norvegese del film con Astrid S e Cengiz Al nei panni dei protagonisti e Kristofer Hivju in un ruolo secondario diretto dalla regista Cecilie A. Mosli.